# Archē
Archē (altgriechisch ἀρχή archḗ ‚Anfang, Prinzip, Ursprung‘, Plural ἀρχαί archaí, lateinisch principium) ist in der antiken griechischen Philosophie die Bezeichnung für den Urgrund der Welt, die Ausgangsbasis der Weltentstehung und allgemein für den Anfang der Kausalketten, deren Endresultat die empirischen Gegebenheiten sind. Es geht um die Bestimmung von etwas Uranfänglichem oder einer ersten Ursache als abschließende Antwort auf die Frage nach dem Woher. Die Vorsokratiker suchten nach einem Urprinzip bei der Entstehung des Kosmos. Bei späteren Philosophen bezeichnet der Begriff archē Grund und Prinzip des Seins. In der aristotelischen Wissenschaftstheorie werden die Prinzipien des Beweises archai genannt.

## Etymologie und Bedeutungen
Das Substantiv archē hängt mit dem Verb ἄρχειν árchein zusammen, dessen Grundbedeutung „anfangen, die Initiative ergreifen, der Erste sein, vorangehen“ ist. Einer macht den Anfang, andere schließen sich an und folgen nach. Der Erste, der vorangeht und an dem die anderen sich orientieren, ist dann der Anführer, der befehligt. Er ist also nicht nur zeitlich, sondern zugleich auch dem Rang nach der Erste. Daher hat árchein auch die Bedeutung herrschen. Demgemäß ist mit archē allgemeinsprachlich meist der Anfang von etwas gemeint, also das zeitlich Erste, und in politischem Zusammenhang die Herrschaft im Sinn von „erster Platz“. Der philosophische Sprachgebrauch verbindet diese beiden Aspekte. Den Ausgangspunkt bildet dabei die generelle Vorstellung, dass das kosmologisch oder ontologisch Erste die Ursache des Nachfolgenden bzw. Nachgeordneten ist und dieses an Macht, Produktivität und Beständigkeit übertrifft. Das Ursächliche ist seiner Natur nach seinen Wirkungen überlegen. Somit ist archē mit den Konnotationen des Vorrangs und der Wirkmächtigkeit verbunden.

## Mythologische Begriffsverwendung
In sehr alten mythologischen Erzählungen wird die Kosmogonie, die Entstehung der Welt, als ein Hervorgehen des Mannigfaltigen aus einem Urprinzip oder aus wenigen anfänglichen Gegebenheiten geschildert. Dabei bedeutet das zeitliche Nacheinander nicht, dass das Anfängliche dem Späteren Platz gemacht hat und sich dabei aufgelöst hat und verschwunden ist. Vielmehr behält das Ursprüngliche dauerhaft seinen Ort im Weltbau als dessen Ausgangspunkt. Dort sind die Wurzeln der Welt.
In Hesiods Theogonie stellt der Dichter die Frage nach dem Woher der Welt. Er fragt nach dem Ursprung der Götter und der Erde und wendet sich dabei an die Musen mit der Bitte, ihm die Wahrheit zu enthüllen: „Sagt mir dies alles, ihr Musen, Bewohnerinnen des Olymps, / ganz von Anfang (ex archēs), und sagt, was davon als Erstes entstand.“ Damit setzt seine Schilderung ein. Er nimmt vier Urwesenheiten oder Urgottheiten an, die nicht voneinander abstammen, sondern auf nicht erläuterte Weise zur Existenz gelangt sind. Zuerst entstand Chaos, worunter Hesiod den unermesslichen, gähnenden leeren Raum versteht, dann als Zweites Gaia, die Erde, und danach der Liebesgott Eros, der die nachfolgenden Zeugungen und Geburten ermöglichte. Chaos gebar Erebos, die als männlich vorgestellte Finsternis, und Nyx, die Nacht; diese wurde von Erebos schwanger und gebar die Himmelshelle und den Tag. Die Erde als Urmutter gebar den Himmel, die Berge und das Meer.
Die Kosmogonie der Orphiker macht in ihrer ältesten bekannten Version die Nacht zum Anfang aller Dinge. Eine Gruppe anderer Versionen bietet verschiedene Varianten einer abweichenden Überlieferung des Mythos. Eine davon ist die Fassung aus den Heiligen Reden in 24 Rhapsodien, die als „rhapsodische Kosmogonie“ der Orphiker bekannt ist. In diesem Überlieferungszweig erscheint Chronos, die Zeit, als das Prinzip, das den Ursprung von allem bildet. Chronos bringt zunächst zwei Prinzipien hervor, Aither und Chaos. Die zweite Phase der kosmischen Geschichte beginnt mit der Entstehung des silbrig glänzenden Welteis, das Chronos im Aither erschafft. Aus dem Weltei wird der geflügelte Lichtgott Phanes geboren.
Nach einer weiteren Version der orphischen Kosmogonie gab es anfangs zwei Prinzipien, das Wasser als Prinzip der Zerstreuung und die Erde als Prinzip der Zusammenfügung. Aus ihnen ist als drittes Prinzip ein Drache hervorgegangen, der zugleich den Namen des nicht alternden Chronos und den des Herakles trägt. Dieses Wesen trägt Flügel auf den Schultern und ist dreiköpfig; neben einem Stier- und einem Löwenkopf hat es in der Mitte einen göttlichen. Seine Gefährtin ist Ananke, die weltumfassende Notwendigkeit. Chronos ist der Vater von Aither und Chaos. Später erzeugt Chronos aus Aither, Chaos und Erebos, der Finsternis, das Weltei. Einer anderen Variante dieser Version zufolge war das Wasser das alleinige Urprinzip; aus ihm bildete sich das Erdelement als Schlamm. Nach dieser Erzählung zerbrach das von Herakles hervorgebrachte Weltei in zwei Teile; aus dem oberen entstand der Himmel, aus dem unteren die Erde.

## Philosophie
In philosophischen Texten bezieht sich die Frage nach der archē oder den archai auf die Ursache oder Ursachen der Existenz aller Dinge oder auf den ersten Stoff, aus dem bei der Weltentstehung alle anderen hervorgingen. Denker, die den Kosmos für anfangslos hielten, verstanden unter archē nicht ein zeitlich Erstes, sondern ein Erstes im Sinne einer überzeitlichen Ursächlichkeit. Gemeint war ein verursachendes, selbst unverursachtes Urprinzip, auf das die Fülle der vielfältigen Erscheinungen zurückgeführt wurde. In manchen philosophischen Lehren wurde ein einziges, einfaches und einheitliches Urprinzip angenommen, in anderen ein Zusammenwirken von zwei gegensätzlichen Urpinzipien, das alle Dinge hervorbringe.

### Vorsokratiker
In der vorsokratischen Philosophie war das Urprinzip ein wichtiges Thema. Da in manchen Lehren Stoffe wie Wasser oder Luft als Ausgangsbasis der verschiedenartigen Erscheinungsformen von Materie betrachtet wurden, wird archē auch mit Urstoff übersetzt.

#### Thales
Der erste Denker, der – soweit bekannt – die Frage nach dem Urprinzip behandelte, war Thales. Seine Lehre ist nur aus späteren Darstellungen bekannt. Aristoteles, der das Konzept des Thales mit seiner eigenen Terminologie beschreibt, berichtet, Thales habe das Wasser als das „Woraus“ (ex ou) betrachtet, also als das materielle Substrat, das allen Dingen zugrunde liege, die einzige Ursubstanz, aus der durch das Hinzutreten wechselnder Qualitäten die anderen Stoffe entstünden. Demnach wäre Thales ein „materialer Monist“ gewesen. Aristoteles scheint aber die Position des Vorsokratikers missverstanden zu haben. In Wirklichkeit war die Lehre des Thales, die wohl von orientalischen Kosmogonien beeinflusst war, wahrscheinlich ein Modell der Weltentstehung, in dem das Wasser als Urmeer oder Grundfeuchte angesetzt und als Ausgangspunkt aller Prozesse der Weltbildung aufgefasst wurde.

#### Anaximander
Anaximander, der angeblich ein Schüler des Thales war, soll der Denker gewesen sein, der den Begriff archē im Sinne von Prinzip in die Philosophie einführte. Da seine Schrift nicht erhalten geblieben ist, ist die Rekonstruktion seiner Lehre problematisch und umstritten. Der Überlieferung zufolge dachte er – im Gegensatz zu den meisten anderen Vorsokratikern – das Urprinzip nicht als einen bestimmten, klar benennbaren Stoff, sondern als das sogenannte „Unbegrenzte“ (apeiron), als einen noch unbestimmten und unvergänglichen Urstoff. Demnach wäre seine archē eine Abstraktion. Die Glaubwürdigkeit dieser überlieferten Darstellung wird in der Forschung allerdings bezweifelt, weil apeiron eine Substantivierung ist, die nicht zum Sprachgebrauch dieser frühen Zeit passt. Wie Thales stellte Anaximander seine Überlegungen wohl im Kontext eines Modells der Weltentstehung an. Er konzipierte die archē nicht nur als Anfang und Ursprung aller Dinge, sondern auch als göttliche, das Weltall lenkende Instanz, womit er an die andere Bedeutung des Wortes – Herrschaft – anknüpfte. Allerdings schrieb er ihr anscheinend eine ewige Existenz nur innerhalb der Zeit zu, nicht im Sinne von zeitloser Ewigkeit.
In der Forschung wird teils angenommen, dass die als apeiron bezeichnete Ausgangsbasis der Dinge ein qualitativ unbestimmter Grundstoff sei. Diese Auffassung stößt aber auf Widerspruch. Einer anderen Forschungshypothese zufolge dachte Anaximander nicht an das in der späteren Philosophie geläufige abstrakte Prinzip „das Unbegrenzte“. Vielmehr meinte er – von der ursprünglichen Wortbedeutung undurchdringlich ausgehend – einen Abgrund, der mit seinem undurchdringlichen Dunkel zu Beginn der Weltentstehung noch alle Dinge umschloss. Damit könnte er an Hesiods „Chaos“ und an die orientalische Vorstellung eines uranfänglichen düsteren Abgrunds angeknüpft haben. Wenn das zutrifft, war sein Modell kosmogonisch und ist nicht im Sinne späterer ontologischer Konzepte zu verstehen. Dann ist bei ihm mit apeiron nicht das Unbegrenzte im Sinne des späteren, von geometrischen Anschauungen beherrschten Denkens gemeint, sondern der unverwurzelte, nirgends verankerte Anfangsgrund von allem.
Die Begründung für die These, dass das apeiron ein Prinzip sei, soll eine logische Argumentation gewesen sein: Jedes Seiende ist entweder ein Prinzip oder von einem Prinzip verursacht. Wenn es verursacht ist, wird es von seiner Ursache begrenzt. Daher kann es vom Unbegrenzten kein Prinzip geben, denn ein solches wäre seine Grenze. Somit muss das Unbegrenzte selbst ein Prinzip sein. – Diese Überlegung wird traditionell Anaximander zugeschrieben und unter den Fragmenten seines Werks angeführt. In der Forschung wird aber bezweifelt, dass er eine Argumentation in dieser Form entwickelt hat; sie scheint einem späteren Stadium der Philosophiegeschichte anzugehören.

#### Anaximenes
Anaximenes, den die spätere Überlieferung als Schüler Anaximanders betrachtete, nahm nach den Angaben der antiken Doxographen ein einziges stoffliches Prinzip an. Er entschied sich für den aēr, die Luft. Die ursprünglichen Bedeutungen dieses Wortes waren Hauch, Atem sowie Nebel, Dunst, aber auch trockene Luft. Anaximenes charakterisierte den aēr angeblich als unermesslich und undurchdringlich (apeiros), womit er wohl Anaximanders Konzeption aufgriff. Im Gegensatz zu diesem setzte er aber wie Thales einen in der physischen Wirklichkeit vorkommenden Stoff als archē an. Er identifizierte den aēr mit der Atemluft und zugleich – einer gängigen archaischen Vorstellung folgend – mit der Seele als dem lebenspendenden Prinzip. Den Prozess des Hervorgehens aller anderen Stoffe aus dem Urstoff beschrieb er als Änderung des Dichte- und Wärmegrads und des Gewichts, wobei er das Verdünnte mit dem Warmen und Leichten, das Verdichtete mit dem Kalten und Schweren gleichsetzte. So soll er das Feuer als die dünnste, wärmste und leichteste Luft gedeutet haben. Der Überlieferung zufolge nahm er beim Vorgang der Verdichtung, Abkühlung und Gewichtszunahme einen schrittweisen Übergang von klarer, durchsichtiger Luft in Nebel, Wolken, Wasser, Erde und Gestein an. Da das Buch des Anaximenes nicht erhalten geblieben ist, bleibt die Frage offen, ob er sich über die Gründe für die Änderungen des Dichtegrads und für die Übergänge des aēr in andere Stoffe geäußert hat. Die Glaubwürdigkeit der späten Überlieferung, der zufolge er Wärme und Kälte als Ursachen der Umwandlungsprozesse auffasste, ist zweifelhaft; er kann die Erhitzung und Abkühlung auch als Ergebnisse dieser Prozesse betrachtet haben. Wahrscheinlich ging es Anaximenes wie seinen Vorgängern um ein Weltentstehungsmodell und nur in zweiter Linie um die empirisch erkennbaren Änderungen von Aggregatzuständen. Allerdings nutzte er sein Konzept der wechselnden Dichte des aēr auch bei seinen meteorologischen Studien.

#### Pythagoreer
Die Kosmogonie der frühen Pythagoreer ist wegen der ungünstigen Quellenlage schwer zu rekonstruieren. Jedenfalls nahmen sie zwei Urprinzipien an, Grenze (peras) und Unbegrenztes (apeiron), und führten die Entstehung der Welt auf das Zusammenwirken dieser beiden archai zurück. Das Unbegrenzte stellten sie sich als unendlichen Luftraum vor, der die begrenzte Welt umgibt. Aus diesem Raum dringt Luft in das Innere der Welt ein und wird dort von der Begrenzung umfasst. Dann kommt es innerhalb dieser Grenzen zur Abtrennung der natürlichen Dinge voneinander, und dadurch können diese in die Existenz treten. Die Annahme von zwei Urprinzipien scheint auf den Schulgründer Pythagoras zurückzugehen.
In dieser Tradition stand der Pythagoreer Philolaos, der jedoch ein abstrakteres Konzept vorlegte und streng zwischen dem sichtbaren Kosmos und den ewigen abstrakten Prinzipien unterschied. Er führte die gesamte Wirklichkeit – den Kosmos im Ganzen und alle Einzeldinge – auf das Zusammenwirken eines einzigen Gegensatzpaars zurück. Die Grundlage der Weltordnung ist nach seiner Lehre der Gegensatz zwischen den unbegrenzten Gegebenheiten (ápeira) und den grenzbildenden Faktoren (peraínonta), die beide zum ewigen Wesen der Dinge gehören. Aus der Verbindung von Unbegrenztem und Begrenzendem geht alles hervor, wobei die Harmonie als drittes Prinzip für die ordnungsgemäße Zusammenfügung der beiden Gegenpole sorgt.
Die früher verbreitete, auf einem Bericht des Aristoteles fußende Ansicht, die Pythagoreer hätten die Zahl als archē betrachtet, hat sich nach neueren Forschungsergebnissen als unzutreffend erwiesen.

#### Heraklit
Heraklit lehnte die Vorstellung einer Kosmogonie ab, er hielt die Welt für anfangslos und charakterisierte die Weltordnung als ein „immer lebendiges Feuer“. Das Feuer nimmt bei ihm als kosmisches Prinzip eine Sonderstellung ein, wird aber nicht als archē im Sinne eines Urstoffs betrachtet.

#### Empedokles
Empedokles nahm sechs unentstandene und unvergängliche Prinzipien an: die vier Grundstoffe Feuer, Wasser, Luft und Erde, aus denen in seinem Modell der gesamte Kosmos besteht, und die beiden Kräfte Anziehung oder Liebe und Abstoßung oder Streit. Die Liebe bewirkt die Verbindungen zwischen den Elementen, der Streit löst sie auf. Mit diesem Konzept wurde Empedokles zum Begründer der Vier-Elemente-Lehre, doch bezeichnete er die Grundstoffe nicht mit dem später gängigen Begriff Elemente (stoicheía), sondern nannte sie Wurzeln (rhizōmata). Die Grundstoffe sind qualitativ und quantitativ absolut unveränderlich und erfüllen den gesamten Raum lückenlos. Sie können sich nicht ineinander umwandeln, sondern nur unterschiedlich verbinden und trennen, und darauf beruht alle Veränderung. Daher sind die Grundstoffe nicht auf einen einzigen Urstoff oder ein Urprinzip zurückführbar, sondern gleichrangig.

#### Anaxagoras
Die nur aus Fragmenten und späteren Berichten bekannte Prinzipienlehre des Anaxagoras beruht auf dem Grundsatz, dass niemals etwas Neuartiges entstehen kann, etwa durch Mischung von bereits bestehenden Substanzen, vielmehr alle Substanzen und Qualitäten immer schon vorhanden gewesen sein müssen. Die Möglichkeit der Verwandlung einer qualitativ bestimmt gegebenen Substanz in eine andersartige Substanz ist auszuschließen, weil dies eine Entstehung von Seiendem aus Nichtseiendem wäre, was nach der Überzeugung des Anaxagoras logisch inakzeptabel ist. Daraus ergibt sich eine unendliche Anzahl konstituierender Prinzipien: Jeder der unendlich vielen Stoffe hat den Charakter eines Elements und einer archē. So sind beispielsweise Haar und Fleisch in diesem Sinn Elemente und archai. Alle materiellen Dinge sind Mischungen verschiedenartiger Elementarteilchen, und ihre jeweilige sinnlich wahrnehmbare Beschaffenheit ergibt sich aus dem Überwiegen eines der Elemente. Zum Beispiel erscheint etwas dann als Gold, wenn darin überwiegend Goldteilchen enthalten sind.
Neben den unzähligen speziellen archai nahm Anaxagoras auch eine allgemeine an, den Nous als feinstoffliches, alles durchdringendes und ordnendes Prinzip der Bewegung.

### Platon
Platon verwendet in seinen Dialogen den Ausdruck archē sowohl allgemeinsprachlich zur Bezeichnung von unterschiedlichen Anfängen und von Herrschaft als auch philosophisch – allerdings nicht im Rahmen einer strikten Terminologie – in der Bedeutung von Prinzip. Im Dialog Phaidros wird der Anfang, die archē, als zwangsläufig unentstanden und unvergänglich bezeichnet. Dort geht es um die sich selbst bewegende Seele als „Quelle und Anfang der Bewegung“; da sie für die Bewegung archē ist, muss sie unsterblich sein.
In Platons Politeia wird im Liniengleichnis festgestellt, dass die menschliche Vernunft in einem Erkenntnisprozess den „Anfang von allem“ (tou pantós archḗn) erreichen und anrühren könne. Das Mittel dazu sei die Dialektik. Nach den Ausführungen im Liniengleichnis arbeitet der Dialektiker mit Voraussetzungen, die er aber nicht als archai auffasst, sondern nur als Stufen und Ansätze auf seinem Weg zur voraussetzungslosen archē. Dadurch unterscheidet er sich vom Mathematiker, der von seinen Voraussetzungen, den Begriffen der Geometrie, ausgehend nicht zum Anfang schreitet, sondern zum Ende hin. Zum Anfang, der archē, dringt der Mathematiker nicht vor, weil er seine Begriffe nicht bis zu ihren Prinzipien, den platonischen Ideen, zurückverfolgt, sondern nur die Lehren entwickelt, die er aus ihnen ableitet. Da in der Geometrie unbewiesene Voraussetzungen so behandelt werden, als wären sie Prinzipien, kann man dort nicht zum eigentlichen Prinzip gelangen.
Mit der voraussetzungslosen archē, die für den Dialektiker erreichbar sein soll, meint Platon offenbar die Idee des Guten, die in seiner Philosophie eine zentrale Rolle spielt. Sie verleiht nach seiner Lehre allen Dingen sowohl das Sein als auch die Erkennbarkeit, ist also Seins- und Erkenntnisprinzip zugleich.
Nach der Platon zugeschriebenen, aber nur indirekt erschlossenen und in der Forschung umstrittenen „ungeschriebenen Lehre“ oder Prinzipienlehre gibt es zwei fundamentale Urprinzipien: das Eine als Prinzip der Einheit und Bestimmtheit und die „unbegrenzte“ oder „unbestimmte“ Zweiheit (ahóristos dyás), die als „das Große und Kleine“ oder „das Groß-Kleine“ (to méga kai to mikrón) beschrieben wird. Die Zweiheit ist das Prinzip der Verminder- und Vermehrbarkeit, des Zweideutigen und Unbestimmten und der Vielheit. Dabei handelt es sich nicht um Unbegrenztheit im Sinne einer räumlichen oder quantitativen Unendlichkeit, sondern die Unbestimmtheit besteht im Fehlen einer Festlegung und damit einer Gestaltung. Mit der Bezeichnung „unbestimmt“ wird die Zweiheit als Urprinzip von der bestimmten Zweiheit – der Zahl Zwei – unterschieden und als meta-mathematisch gekennzeichnet.
Nach diesem Konzept sind die Einheit und die unbestimmte Zweiheit die Anfangsgründe von allem, denn aus ihrem Zusammenwirken resultiert die Ideenwelt und damit die gesamte Wirklichkeit. Die formgebende Einheit ist die erzeugende Instanz, die formlose unbestimmte Zweiheit dient der Wirksamkeit der Einheit als Substrat. Ohne das Substrat könnte die Einheit nichts hervorbringen. Alles Sein beruht darauf, dass das Eine auf die unbestimmte Zweiheit einwirkt, indem es dem Formlosen Grenzen setzt, ihm Form und Merkmale verleiht und damit als Individuationsprinzip die einzelnen Entitäten in die Existenz bringt. In allem Seienden liegt eine Mischung der beiden Urprinzipien vor.
Uneinig sind die Philosophiehistoriker über die Frage, ob in der Prinzipienlehre die Zweiheit auf das Einheitsprinzip zurückgeführt und diesem dadurch untergeordnet wird oder ob sie als für sich bestehendes, von jeglicher Einheit unabhängiges Urprinzip aufgefasst wird. Unstrittig ist nur, dass dem Einen ein höherer Rang zugewiesen wird als der unbestimmten Zweiheit.

### Speusippos
Platons Schüler Speusippos entwarf eine Theorie, in der Einheit (hen) und Vielheit (plethos) die obersten Prinzipien sind. Diese beiden Urprinzipien befinden sich außerhalb des Bereichs des Seienden und des Werthaften. Sie sind unmittelbar archai der Zahlen und dadurch mittelbar aller Dinge. In Speusippos’ System gibt es fünf hierarchisch geordnete Seinsbereiche: die Zahlen, die geometrischen Figuren, die bewegte Weltseele, die als geometrische Entität aufgefasst wird, und zwei körperliche Bereiche. Die archē der Zahlen ist die Eins, die der geometrischen Figuren der Punkt. Als allgemeine Merkmale von archai benannte Speusippos ihre Einfachheit, Unbeweisbarkeit und Evidenz aus sich selbst heraus.

### Aristoteles
Aristoteles hielt die Welt für ungeschaffen und ewig. Damit war für ihn die Frage nach einem kosmogonischen Prinzip gegenstandslos. Dennoch spielt die archē in seiner Lehre eine wichtige Rolle; als Fachbegriff wurde sie erst von ihm in die philosophische Terminologie eingeführt. Er definierte sie allgemein als „ein Erstes, von wo aus etwas ist oder wird oder erkannt wird“. Die Weisheit (sophia) bestehe im Wissen von bestimmten Prinzipien (archai) und Ursachen (aitiai). Es komme nun darauf an, herauszufinden, was die „ersten Prinzipien“ und Ursachen seien, denn durch sie und aus ihnen werde alles Übrige erkannt. Mit diesem Projekt wollte Aristoteles die Grundlage der „ersten Philosophie“ schaffen, der Wissenschaft vom Seienden als solchem, die erst später den Namen Metaphysik erhielt. Deren Gegenstand sollten die archai – Grundgegebenheiten, ursprüngliche Sachverhalte – sein. Im Rahmen dieses Forschungsprogramms rekonstruierte Aristoteles die bisherige Philosophiegeschichte als eine Suche nach den obersten Prinzipien. Durch die Auseinandersetzung mit den früheren Ansätzen wollte er sein eigenes Konzept plausibel machen: die Lehre von den vier Ursachen, das heißt den vier Möglichkeiten, die Frage zu beantworten, weshalb etwas als das, was es ist, so ist, wie es ist. Das sind im Aristotelismus die Wirkursache, die Formursache, die Stoffursache und die Zweckursache, wobei die Zweckursache eine übergeordnete archē darstellt. Aristoteles wies darauf hin, dass alle seine Vorgänger von der Vorstellung eines uranfänglichen Gegensatzpaars (beispielsweise Trockenes und Feuchtes) ausgegangen seien. Die Suche nach einem einzigen universellen Gegensatzpaar sei aber verfehlt, weil man dann ein diesem Paar übergeordnetes Prinzip des Prinzips einführen müsste. Außerdem könne es ein Universalprinzip nicht geben, sondern immer nur ein „Prinzip von etwas“, das dasjenige, worauf es sich bezieht, begründe. Den älteren Lehren stellte Aristoteles sein Verständnis entgegen, nach dem eine archē keine bestimmte Entität ist, insbesondere kein Stoff, sondern eine durch Formalisierung gewonnene formale Struktur, die zur Erklärung konkreter Fälle verwendbar ist.
In der aristotelischen Naturphilosophie wird ein Schema von drei archai verwendet: Form (eidos), Privation (steresis) und das „Zugrundeliegende“ (hypokeimenon). Unter Form versteht Aristoteles das, was in den Dingen jeweils der Materie eine bestimmte konkrete Beschaffenheit – Gestalt, Struktur, Funktion, Fähigkeiten – verleiht und dadurch ein Ding zu dem macht, was es ist. Privation ist das Fehlen einer Eigenschaft bei einem Subjekt, dem sie von Natur aus zukäme. Das hypokeimenon ist der Träger der Eigenschaften, das Substrat, das den wechselnden Qualitäten zugrunde liegt und die Kontinuität der Substanz sichert.
In der aristotelischen Wissenschaftstheorie werden die Prinzipien des Beweises archai genannt. Sie sind die allgemeinen Voraussetzungen eines Schlusses. Von diesen archai unterscheidet Aristoteles drei Arten:
- die axiomata (Singular axioma) sind unbeweisbare allgemeine, über den Fachwissenschaften stehende Grundsätze, die man schon in Anspruch nehmen muss, um überhaupt Wissen erwerben zu können. Dazu gehören der Satz vom Widerspruch und der Satz vom ausgeschlossenen Dritten. Die axiomata sind allgemein (koiná), das heißt allen Wissenschaften gemeinsam.
- die horismoi (Definitionen, wörtlich Begrenzungen, Singular horismos) sind sprachliche Explikationen einzelner Begriffe oder Sachverhalte durch eine Begriffsreihe.
- die hypotheseis (wörtlich Grundlagen, Singular hypothesis) sind Annahmen oder Voraussetzungen als Grundlagen für Überlegungen und Argumente, wobei im Kontext der Argumentation, die von einer hypothesis ausgeht, diese selbst nicht als begründungsbedürftig gilt. Beispielsweise ist eine Behauptung p eine hypothesis für eine Behauptung q, wenn der Satz „Wenn p, dann q“ wahr ist und wenn p für diese Argumentation nicht als begründungsbedürftig gilt und daher zugrunde gelegt wird. – Eine archē in diesem Sinn bezeichnet der Ausdruck hypothesis allerdings nur in der Wissenschaftstheorie; in der Logik ist hypothesis eine Annahme, die zu überprüfen ist und sich als falsch erweisen kann.[43]

Unter den axiomata kommt dem Satz vom Widerspruch, wonach etwas nicht an demselben Gegenstand und in derselben Hinsicht zugleich vorliegen und nicht vorliegen kann, nach der Überzeugung des Aristoteles der höchste Gewissheitsgrad zu. Diese sicherste aller Annahmen ist die archē aller anderen axiomata. Hier stellen sich die Fragen, wie über eine solche Prämisse, die nicht selbst der Gegenstand einer wissenschaftlichen Untersuchung sein kann, überhaupt Erkenntnis erlangt werden kann und worauf deren Sicherheit beruht. Das hierfür allein in Betracht kommende Erkenntnisvermögen ist für Aristoteles der Nous (Intellekt). Diesen bezeichnet der Philosoph daher als die archē der Wissenschaft. Wie sich Aristoteles die Erfassung des nicht wissenschaftlich Demonstrierbaren – die Prinzipienerkenntnis – vorgestellt hat und welche Rolle in seinem Konzept die Intuition spielt, ist in der Forschung umstritten. Jedenfalls hielt er ein induktives Vorgehen für erforderlich.

### Stoa
Auch der Gründer der stoischen Philosophenschule, Zenon von Kition, entwickelte eine Prinzipienlehre. Er zerlegte die von ihm materiell aufgefasste Substanz der Welt, die Urmaterie, in zwei Prinzipien: das aktive, gestaltende und das passive, die Gestaltung erfahrende. Das aktive setzte er mit dem Logos und der Natur als der Gestalterin der Welt gleich, das passive mit der an sich eigenschaftslosen Materie. In seinem monistischen und materialistischen System sind beide Prinzipien nur Aspekte der einen Weltsubstanz und somit körperlich. Nach der stoischen Lehre durchdringen sie sich gegenseitig vollständig. Sie sind nur gedanklich, nicht real trennbar.
Zenons Konzept wurde von seinem Schüler Kleanthes und dessen Schüler Chrysippos von Soloi aufgegriffen. Chrysippos unterschied zwischen Prinzipien und Elementen. Zwar seien beide körperlich, doch im Gegensatz zu den vier Elementen Wasser, Luft, Erde und Feuer seien die Prinzipien unvergänglich und ohne Form.

### Mittel- und Neuplatonismus
In der Epoche des Mittelplatonismus vertraten die meisten Platoniker die „Drei-Prinzipien-Lehre“, die besagt, dass die Welt ihr Dasein drei zusammenwirkenden archai verdanke: dem Schöpfergott, den Ideen und der Materie. Der mit dem Nous, der Weltvernunft, gleichgesetzte Schöpfer galt als bewirkende Ursache der sinnlich wahrnehmbaren Dinge. In den Ideen sah man die paradigmatische (urbildliche) Ursache, da die Einzeldinge im Platonismus Abbilder der Ideen sind, während der Materie die Rolle der Stoffursache zufiel.
Eine Sonderlehre vertrat der Mittelplatoniker Plutarch, der neben Gott und der Materie als dritte archē die „Seele an sich“ annahm. Damit meinte er die Weltseele in ihrem Urzustand als ungeordnetes Prinzip und Ursache des Schlechten in der Welt. Diese Annahme begründete er mit der Überlegung, dass die Ursache des Schlechten weder der gute Gott noch die eigenschaftslose Materie sein könne, das Schlechte aber nicht ohne Ursache entstehen könne.
Plotin, der Begründer des Neuplatonismus, bestimmte die archē als das, was vor allen Dingen liegt und nicht in ihnen enthalten ist, sondern ihren Ausgangspunkt bildet. Dies ist nicht in einem zeitlichen Sinn zu verstehen. Die antiken Neuplatoniker waren einhellig der Überzeugung, dass die Welt keinen zeitlichen Anfang habe. Für sie konnte sich daher das Konzept einer kosmologischen archē nicht auf die Weltentstehung beziehen, sondern nur auf die Rangordnung der zeitlosen Prinzipien in der intelligiblen Welt. In dieser Hierarchie kommt dem Allgemeinsten, Umfassendsten und Undifferenziertesten nach neuplatonischem Verständnis der höchste Rang zu. Dieses Höchstrangige ist die Einheit. Sie ist die Voraussetzung und Ursache von Vielheit und dieser daher prinzipiell überlegen. Demgemäß ist „das Eine“ – die Einheit schlechthin – das erste und oberste Prinzip. Es wird als völlig undifferenziert beschrieben. Wegen seiner absoluten Einfachheit bildet es den äußersten Gegensatz zum Differenzierten und Mannigfaltigen. Das Eine kann keine Unterscheidung enthalten, weder eine Zweiheit noch sonstige Pluralität; es ist schlechthin „eines“. Diese Einheit ist letztlich der Ursprung und Existenzgrund von allem und damit in der Kausalitätshierarchie das Höchste, was es überhaupt geben kann.